# 모터스포츠
모터스포츠(motorsport, motor sports)는 자동차, 모터사이클, 모터보트와 동력 비행기를 이용하는 스포츠, 경주 등의 활동이다. 사용하는 차량에 따라서 오토모빌 스포츠(automobile sport), 모터사이클 경주, 파워보팅(power boating), 항공 스포츠 등으로 불리거나 주관 단체들에 의해 명명된다.
모터스포츠는 각기 다른 목표와 규정에 따라 서킷 레이싱, 랠리, 트라이얼 등으로 다양하게 분류된다. 이러한 분류는 주관 주체에 의해 규정으로서 정의되지만 자주 사용하는 차량, 노면의 종류 등을 통해 관례적으로 분류된다. 이러한 분류의 예로는 포뮬러 자동차 경주, 투어링 카 경주, 스포츠카 경주 등이 있다.